# OMFGG – Original Music Featured on Gossip Girl No. 1
OMFGG – Original Music Featured on Gossip Girl No. 1 é a trilha sonora da série de televisão estadunidense Gossip Girl, da The CW, incluindo música em destaque em toda a sua primeira temporada. Foi lançado digitalmente em 2 de setembro de 2008 (um dia após a estreia da segunda temporada), seguido de um lançamento em CD em 28 de outubro.

## Lista de músicas
| N.º | Título                                                              | Artista(s)                      | Duração |  |
| 1.  | "Sour Cherry"                                                       | The Kills                       | 3:06    |  |
| 2.  | "Do You Wanna"                                                      | The Kooks                       | 4:03    |  |
| 3.  | "Do the Panic" (Gossip Girl Soundtrack Version)                     | Phantom Planet                  | 3:33    |  |
| 4.  | "Feeling Better"                                                    | The Teenagers                   | 3:03    |  |
| 5.  | "One Week of Danger" (Versão demo) (Gossip Girl Soundtrack Version) | The Virgins                     | 3:38    |  |
| 6.  | "Got Your Number"                                                   | Nadia Oh featuring Space Cowboy | 3:05    |  |
| 7.  | "Crimewave"                                                         | Crystal Castles vs. Health      | 4:18    |  |
| 8.  | "Fight Song" (Gossip Girl Soundtrack Version)                       | The Republic Tigers             | 3:47    |  |
| 9.  | "Cities in Dust"                                                    | Junkie XL                       | 4:17    |  |
| 10. | "We Started Nothing"                                                | The Ting Tings                  | 4:26    |  |
| 11. | "Breakfast in NYC"                                                  | Oppenheimer                     | 2:23    |  |
| 12. | "Three Wishes" (Gossip Girl Soundtrack Version)                     | The Pierces                     | 3:42    |  |
| 13. | "Hard to Live in the City" (Gossip Girl Soundtrack Version)         | Albert Hammond, Jr.             | 5:14    |  |

| Faixas bônus do iTunes Store |             |                                    |         |  |
| N.º                          | Título      | Artista                            | Duração |  |
| 14.                          | "Everytime" | Lincoln Hawk                       | 2:55    |  |
| 15.                          | "Glamorous" | Constance Billard A Cappella Choir | 1:52    |  |